# Lithostege duponcheli
Lithostege duponcheli är en fjärilsart som beskrevs av Louis Beethoven Prout 1938. Lithostege duponcheli ingår i släktet Lithostege och familjen mätare. Inga underarter finns listade i Catalogue of Life.